# Arrondissements von Québec
Die kanadische Stadt Québec ist in sechs Stadtbezirke eingeteilt, so genannte Arrondissements. Sie sind auf lokaler Ebene für bestimmte zugewiesene Aufgaben verantwortlich. Jedes Arrondissement hat einen eigenen Bezirksbürgermeister und einen Bezirksrat. Die Arrondissements wiederum sind zu administrativen Zwecken weiter in 35 Quartiere unterteilt, wobei einzelne keinen Namen tragen, sondern lediglich anhand ihrer Ordnungsnummer unterschieden werden. Diese Ordnungsnummern blieben bei der Reorganisation von 2009 unverändert.

## Aufgaben

Arrondissements seit dem 1. November 2009

Arrondissements bis zum 31. Oktober 2009

Die Arrondissements sind für folgende Aufgabenbereiche zuständig:
- Information der Bevölkerung
- Öffentliche Anhörungen bei Änderungen des Bauzonenplans
- Ausstellen von Bewilligungen
- Brandprävention
- Straßenunterhalt
- Müllabfuhr
- Freizeit- und Sportanlagen
- Kultur
- Pflege von Parkanlagen

## Heutige Arrondissements
Quelle: Stadt Québec
| Arrondissement               | Fläche     | Einw. (2011) | Einw. (2006) | Quartiere |
| ---------------------------- | ---------- | ------------ | ------------ | --- |
| La Cité-Limoilou             | 022,18 km² | 106.905      | 107.835      | 1-1 Vieux-Québec–Cap-Blanc–Colline Parlementaire 1-2 Saint-Roch 1-3 Saint-Jean-Baptiste 1-4 Montcalm 1-5 Saint-Sauveur 1-6 Saint-Sacrement 6-1 Lairet 6-2 Maizerets 6-3 Vieux-Limoilou |
| Les Rivières                 | 048,61 km² | 069.070      | 059.920      | 2-1 Neufchâtel-Est–Lebourgneuf 2-2 Duberger–Les Saules 2-3 Vanier |
| Sainte-Foy–Sillery–Cap-Rouge | 095,01 km² | 104.035      | 101.735      | 3-1 Sillery 3-2 Cité Universitaire 3-3 Saint-Louis 3-4 Plateau 3-5 Pointe-de-Sainte-Foy 8-2 L’Aéroport 8-3 Cap-Rouge                                                                   |
| Charlesbourg                 | 065,75 km² | 078.755      | 072.810      | 4-1 Notre-Dame-des-Laurentides 4-2 Quartier 4-2 4-3 Quartier 4-3 4-4 Jésuites 4-5 Quartier 4-5 4-6 Quartier 4-6                                                                        |
| Beauport                     | 074,34 km² | 077.905      | 074.740      | 5-1 Quartier 5-1 (Laurentides) 5-2 Quartier 5-2 (Saint-Michel) 5-3 Chutes-Montmorency 5-4 Quartier 5-4 (Vieux-Bourg) 5-5 Vieux-Moulin                                                  |
| La Haute-Saint-Charles       | 148,40 km² | 079.950      | 074.070      | 7-1 Lac Saint-Charles 7-2 Saint-Émile 7-3 Loretteville 7-4 Des Châtels 8-1 Val-Bélair                                                                                                  |

## Frühere Arrondissements
Vom 1. Januar 2002 bis zum 31. Oktober 2009 hatte die Stadt acht Arrondissements: La Cité, Les Rivières, Sainte-Foy–Sillery, Charlesbourg, Beauport, Limoilou, La Haute-Saint-Charles und Laurentien. Die Arrondissements La Cité und Limoilou wurden zusammengelegt, während das Arrondissement Laurentien aufgelöst und auf Sainte-Foy–Sillery und La Haute-Saint-Charles aufgeteilt wurde.
Die Gemeinden Saint-Augustin-de-Desmaures und L’Ancienne-Lorette, die vom 1. Januar 2002 bis zum 31. Dezember 2005 ebenfalls zur Stadt Québec gehörten, waren Teil des Arrondissements Laurentien.